# Синдром микроделеции 17q12
«Синдром микроделеции 17q12» — редкая хромосомная аномалия, вызванная удалением небольшого количества материала из области в длинном плече хромосомы 17. Для него характерна делеция гена HNF1B, приводящая к аномалиям почек, кистам почек и синдрому диабета. Он также оказывает нейрокогнитивное воздействие и считается генетическим фактором аутизма и шизофрении.
Синдром микроделеции 17q12 не следует путать с синдромом микродупликации 17q12, вызванным добавлением генетического материала в том же регионе, из которого он удален при микроделеции, или синдромом микроделеции 17q21.31, другое название: синдром Кулена–Де Фриза.

## Причины
Синдром микроделеции 17q12 - это аутосомно-доминантное заболевание, при котором для возникновения заболевания достаточно одной копии соответствующей мутации. Большинство случаев - это  спонтанные мутации, которые не встречаются у родителей примерно, в то время как 25% передаются по наследству. Люди с микроделециями 17q12, обладающие нормальной фертильностью, имеют 50%-ную вероятность передачи делеции своему потомству. Факторы окружающей среды не были вовлечены в этот синдром.

## Диагностика
Как и другие хромосомные микроделеции, синдром микроделеции 17q12 диагностируется с помощью флуоресцентной гибридизации. Традиционное кариотипирование, используемое для диагностики основных хромосомных нарушений, таких как анеуплоидия, редко бывает достаточно чувствительным для обнаружения микроделеций.

## Эпидемиология
Распространенность синдрома микроделеции 17q12 неизвестна, и, вероятно, она недостаточно диагностирована. Микроделеции 17q12, по оценкам, встречаются примерно у 1 из 600 человек с аутическим спектром и у 1 из 1600 с шизофренией, но встречаются гораздо реже в общей популяции. Общая распространенность оценивается между 1 из 14 000 и 1 из 62 500.

## Лечение
Поскольку лежащая в основе микроделеция 17q12 является врожденным генетическим заболеванием, сама по себе она не поддается лечению. Скорее, лечение
будет симптоматическое и поддерживающее. Высокая распространенность заболеваний почек указывает на регулярный мониторинг функции почек, особенно у людей, принимающих потенциально нефротоксичные препараты, такие как литий. Сопутствующие заболевания, связанные с синдромом микроделеции 17q12, требуют осторожности при медицинском лечении; например, повышенный риск развития диабета требует строгого мониторинга посттрансплантационного сахарного диабета у пациентов с трансплантацией почки, а также риск увеличения веса и диабета от нейролептических препаратов у лиц с диагнозом психического расстройства.